# Cunaxoides vitellinus
Cunaxoides vitellinus är en spindeldjursart som först beskrevs av Koch 1841.  Cunaxoides vitellinus ingår i släktet Cunaxoides och familjen Cunaxidae. Inga underarter finns listade i Catalogue of Life.